# Mũi đất Farewell

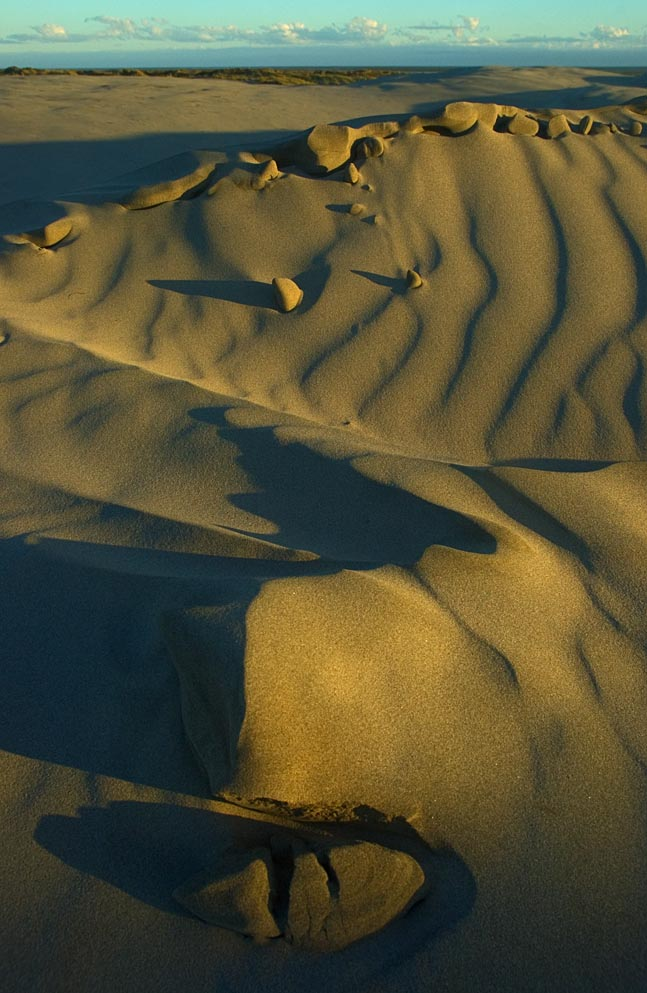
Đụn cát tại Mũi đất Farewell.

Mũi đất Farewell là một mũi cát hẹp nhô ra biển ở cuối phía Bắc của vịnh Golden ở Đảo Nam, New Zealand. Nó được những người Māori biết đến với tên gọi Tuhuroa. Mũi đất bắt đầu từ Mũi Farewell (điểm cực bắc của Đảo Nam) và chạy về phía đông. Mũi đất nằm cách 50 km về phía bắc của thị trấn Takana và khoảng 20 km từ Collingwood.
Khu định cư nhỏ Puponga nằm ngay gần về phía tây của mũi đất Farewell.
Mũi đất Farewell là ranh giới phía bắc của vịnh Golden, là dải cát dài nhất ở New Zealand. Nó trải dài 26 km trên mực nước biển và 6 km nữa nằm dưới mực nước biển. Trải dài từ tây sang đông với chủ yếu là loại cát vàng mịn cũng như ở mũi Farewell, thành phần chủ yếu là cát kết thạch anh kỷ Phấn Trắng. Ngoài ra là một số dấu tích của các khoáng vật nặng khác như Granat, Ilmenit, Magnetit, Pyroxen. Sự xói mòn của các vách đá bởi dòng nước tạo thành cát mịn và kéo dài nó về phía đông.
Phía bắc của mũi đất là cồn cát dốc hơn và không ổn định do liên tục bị các cơn gió biển thổi đi với tốc độ trung bình 25 km/h. Phía nam là mặt quay về phía vịnh Golden ổn định hơn và phần lớn được bao phủ bởi thảm thực vật. Thủy triều ở đây có thể rút đi đi xa khoảng 7 km, tạo ra khoảng 80 km vuông bùn đất. Đây chính là một vùng đất giàu thức ăn cho nhiều loài chim biển trong khu vực nhưng cũng là một cái bẫy nguy hiểm cho những con cá voi bị mắc kẹt thường xuyên tại đây.

## Lịch sử
Abel Tasman là người châu Âu đầu tiên nhìn thấy mũi đất vào năm 1642 và gọi nó là Sand Duining Hoeck. Thuyền trưởng James Cook là vị khách châu Âu tiếp theo ghé thăm nó vào năm 1770, đã mô tả Farewell như là một bán đảo rộng lớn trên bản đồ của mình. Ông đặt tên nó là Cape Farewell, với những người định cư châu Âu ban đầu gọi nó là "Cape Farewell Spit" trước khi nó được rút gọn thành cái tên như hiện tại. Đây là mảnh đất cuối cùng mà James Cook nhìn thấy trước khi rời khỏi New Zealand để tới Úc trong Chuyến đi đầu tiên của mình.
Có một ngọn hải đăng ở cuối mũi đất lần đầu tiên chiếu sáng vào ngày 17 tháng 6 năm 1870 nhằm giúp tàu thuyền qua lại tránh được dải cát ngầm. Tháp gỗ nguyên thủy của nó không đứng vững được trước những cơn gió cát và hơi mặn từ nước biển ở đây. Gỗ được sử dụng để xây dựng ban đầu bị hư hỏng nhanh chóng và tháp ban đầu được thay thế vào năm 1897 bởi cấu trúc hiện tại, một ngọn hải đăng bằng lưới thép duy nhất ở New Zealand.
Do mũi đất chỉ cao 30 mét so với mực nước biển tại điểm xây dựng nên ngọn hải đăng phải cao hơn so với các ngọn hải đăng trên bờ biển khác của New Zealand. Ánh sáng của tháp cao 27 mét (89 feet), có thể được nhìn thấy trong khu vực bán kính 35 km. Đèn đốt dầu ban đầu được chuyển thành đèn điện 1000W vào năm 1954, và nguồn cung cấp năng lượng diesel được thay thế bằng cáp điện chính chôn dọc theo mũi đất vào năm 1966. Đèn ban đầu đã được thay đổi thành đèn hiệu xoay vòng hiện đại với một đèn 50 wolfram halogen vào năm 1999.
Ánh sáng từ ngọn hải đăng hoàn toàn tự động và người gác ngọn hải đăng cuối cùng đã được rút vào năm 1984. Nhà của người gác ngọn hải đăng và hai tòa nhà khác ở đây vẫn đang được duy trì được sử dụng bởi Bộ Bảo tồn và Hàng hải New Zealand và các tổ chức du lịch.
Mũi đất hiện được quản lý bởi Cục Bảo tồn New Zealand như là một khu vực bảo tồn quan trọng của các loài chim biển. Ngoài một khu vực nhỏ ở đầu phía tây của mũi đất thì nó bị đóng cửa, ngoại trừ các tour du lịch có tổ chức. Các tour du lịch bằng xe buýt từ Collingwood hoặc Puponga cho du khách cơ hội để ra xa hơn về phía đông, ghé thăm ngọn hải đăng và vùng đất của loài Chim điên. Phía nam của Farewell là nơi sinh sống của hàng ngàn loài chim biển. Nó cũng là địa điểm mà những con cá voi thường xuyên mắc kẹt tại các bãi bùn, chủ yếu là Cá voi đầu tròn vây dài. Phía bắc giáp Biển Tasman.